# ويليام ماديسون مكدونالد
ويليام ماديسون مكدونالد (بالإنجليزية: William Madison McDonald)‏ هو سياسي أمريكي، ولد في 22 يونيو 1866، وتوفي في 5 يوليو 1950. حزبياً، نشط في الحزب الجمهوري.